# Sporormia brassicae
Sporormia brassicae är en svampart som beskrevs av Grove 1886. Sporormia brassicae ingår i släktet Sporormia och familjen Sporormiaceae.   Inga underarter finns listade i Catalogue of Life.